# Kanál Máza-Mosela

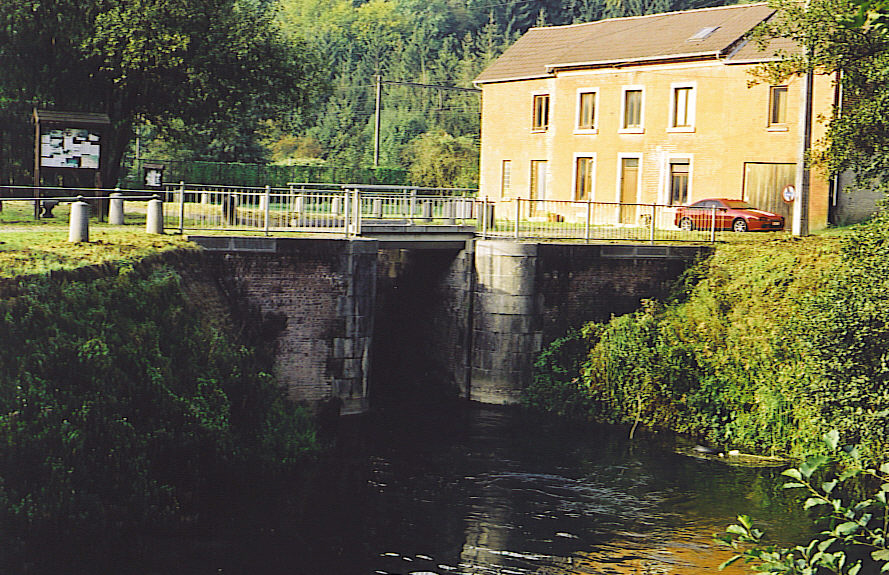
Zdymadlo číslo 16 na řece Ourthe u Chanxhe

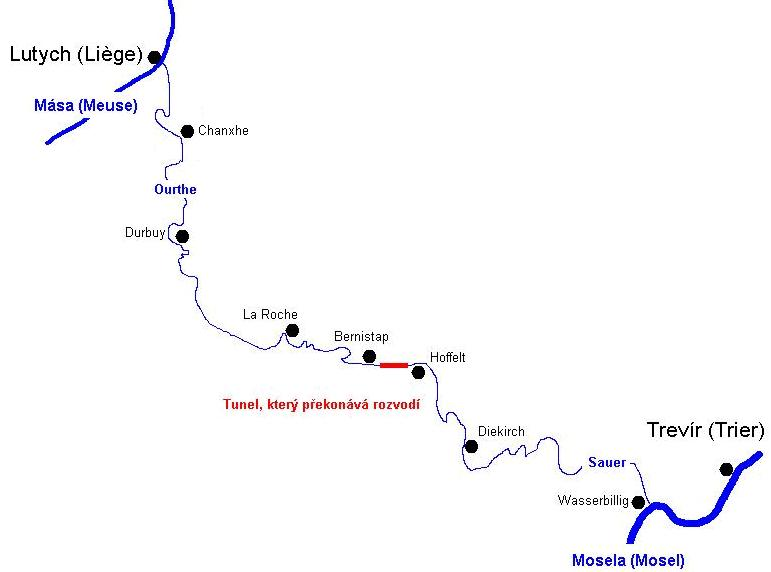
Průběh průplavu mezi Mázou a Moselou

Kanál Máza-Mosela nebo také Kanál Ourthe, případně Průplav Máza-Mosela (francouzsky: Canal de Meuse et Moselle nebo Canal de l'Ourthe) je projekt průplavu z roku 1827, který měl zajistit splavnost mezi řekami Máza a Mosela průchodem přes Ardeny. Měl využít především toků řek Ourthe a Sauer. Následkem Belgické revoluce a rozvoje železnice nebyl projekt dokončen.

## Realizace plánu
Původní plán vychází ze snahy Viléma I. Nizozemského, který chtěl hospodářsky povznést lucemburské regiony. Průplav Máza-Mosela měl přitom hrát důležitou roli.
Projekt byl svěřen inženýrovi Remy De Puydtovi, který předtím pracoval na projektu splavnění řeky Sambre. Projekt měl být financován belgickou všeobecnou společností Société générale.
První reakce na projekt byly ale negativní, protože bylo považováno za nemožné postavit 300 km dlouhou vodní cestu mezi Lutychem a Wasserbilligem, navíc s průchodem přes Ardeny.
Také Société générale neměla pro projekt příliš mnoho pochopení, a proto byla pěti jejími společníky založena lucemburská všeobecná společnost Société du Luxembourg, která měla projekt realizovat. Díky úpisům bylo s námahou dáno dohromady potřebných 10 miliónů guldenů. Ukázalo se však, že král Vilém nakoupil většinu z 500 akcií sám. Na volném trhu bylo prodáno 120 akcií.
Société du Luxembourg získala v červenci roku 1827 od nizozemského státu koncesi na stavbu průplavu. Platnost této koncese byla „navždy“, ačkoliv jednou z jejích podmínek bylo ujednání, že stavba musí být do pěti let hotova. Krátce nato stavba začala.
Projekt byl ale brzy zastaven kvůli Belgické revoluci. Teprve několik let poté byla postavena část průplavu až po Comblain-au Pont.
Bylo celkem postaveno 17 zdymadel, z nichž některá stojí do dneška. Některá zdymadla byla poškozena nebo zrušena. Dále byla velká část průplavu zrušena a po druhé světové válce došlo k přestavbě na silnice, jako např. u Hony a u Esneuxu. Jedno zdymadlo funguje dodnes, a to zdymadlo číslo 1 u Angleur, kde kanál ústí do Mázy.

## Trasa
Od Angleur u Lutychu vede trasa průplavu po řece Ourthe přes Durbuy, La Roche a Houffalize. Mezi Hony a Esneux byla plánována zkratka tunelem.
Trasa měla překonat převýšení celkem 684 metrů z toho 379 metrů na straně Mázy a 305 metrů na straně Mosely. Mělo být postaveno celkem 205 zdymadel, splavy (k zajištění rovnoměrného průtoku) a další stavby. Mistrovským kouskem měl být 2,5 km dlouhý tunel, který překonává nejvyšší bod trasy, totiž rozvodí na dnešní hranicí mezi Belgií a Lucemburskem mezi Bernistapem (u Tavigny) a Houfeltem.
Na Houfeltské straně měl průplav pokračovat potoky Emeschbaach a Trëtterbaach až do říčky Klierf (která se na svém horním toku nazývá Wolz). Odtud měl dále jít do toku Kautebaach a dále do toku Wolz (nezaměnit s horním tokem Klierf), pak do řeky Sauer a konečně odsud do Mosely.

## Tunel
Práce na tunelu u Bernistapu začaly hloubením sond za účelem průzkumu geologické skladby podloží. Potom se začal tunel ze západní strany razit, šířka 3 metry, výška 4 metry. Za jeden den postoupila stavba přibližně o jeden metr.
Když vypukla Belgická revoluce, pokračovaly práce na tunelu, i když De Puydt byl 1830 jako důstojník nově vzniklé Belgické armády převelen do Mons.
V květnu roku 1831, když budoucí status Lucemburska byl zcela nejasný, rozhodli se akcionáři Société du Luxembourg zastavit stavbu tunelu, který měl právě délku 1130 metrů, přičemž 337 metrů bylo již vyzděno cihlami. V roce 1839 byla pevně stanovena hranice mezi Belgií a Lucemburskem a projekt kanálu byl definitivně zastaven.
Osm let nato se práce na kanálu opět obnovily, a to na toku řeky Ourthe až do La Roche. V roce 1847 dostal tento úsek jméno Kanál Ourthe.
V Lucembursku se zachoval jako svědek projektu do dnešních dnů Houfelterský kanál, který je napájen vodou malého potůčku Kalburen. Je to přibližně v místech, kde měl mít tunel svůj východní portál.